# Liste des dirigeants des Archives nationales et des Archives de France
Au cours de l'histoire, les dirigeants des Archives nationales et des Archives de France ont porté des titres différents : Garde général des archives du Royaume, Garde général des archives de l'Empire, Directeurs.
C'est en 1897 que le directeur des Archives nationales reçoit la compétence sur les archives territoriales ; la direction des Archives de France est créée.
Jusqu'en 2006, le directeur des Archives de France est également directeur des Archives nationales. Depuis 2007, il existe trois services à compétence nationale, qui restent placés sous l'autorité du directeur des Archives de France : les Archives nationales, les Archives nationales d'outre-mer et les Archives nationales du monde du travail.
En 2010, la direction des Archives de France est supprimée et intégrée à la nouvelle direction générale des Patrimoines, en tant que Service interministériel des archives de France.

## Gardes généraux des Archives du Royaume
- 1790–1804 : Armand-Gaston Camus, archiviste national
- 1804–1816 : Pierre Daunou[a]
- 1816–1830 : Isaac Étienne de Larue
- 1830–1840 : Pierre Daunou[b]
- 1840–1848 : Jean-Antoine Letronne[c]
- 1848–1853 : François de Chabrier-Peloubet[d]

## Directeurs généraux des archives de l'Empire
- 1853–1857 : François de Chabrier-Peloubet
- 1857–1868 : Léon de Laborde[e]
- 1868–1870 : Alfred Maury[f]

## Directeurs des Archives nationales
- 1870–1888 : Alfred Maury
- 1888–1897 : Gustave Servois[g]

## Directeurs des Archives de France
- 1897–1902 : Gustave Servois
- 1902–1913 : Étienne Dejean[h]
- 1913–1929 : Charles-Victor Langlois[i]
- 1929–1937 : Henri Courteault[j]
- 1937–1941 : Pierre Caron[k]
- 1941–1944 : Charles Samaran[l]
- 1944–1944 : Georges Bourgin
- 1945–1948 : Charles Samaran[m]
- 1948–1959 : Charles Braibant[n]
- 1959–1971 : André Chamson[o]
- 1971–1975 : Guy Duboscq[p]
- 1975–1994 : Jean Favier[q]
- 1994–1998 : Alain Erlande-Brandenburg[r]
- 1998–2000 : Philippe Bélaval[s]
- 2001–2010 : Martine de Boisdeffre[t]

## Service interministériel des archives de France (SIAF)
- 2010–2018 : Hervé Lemoine, directeur chargé des Archives de France[u].
- 2019–2025 : Françoise Banat-Berger, cheffe de service, adjointe au directeur général des Patrimoines, chargée du service interministériel des archives de France[v].
- Depuis février 2025 : Bruno Ricard, chef de service, adjoint au directeur général des patrimoines et de l'architecture, chargé du service interministériel des archives de France[w].

## Directeurs des services à compétence nationale
Archives nationales (Fontainebleau, Paris, Pierrefitte-sur-Seine) :
- 2007–2011 : Isabelle Neuschwander[x]
- 2011–2014 : Agnès Magnien (d)[y]
- 2014–2019 : Françoise Banat-Berger[z],[v]
- 2019–2025 : Bruno Ricard[aa]
- à partir du 1er mai 2025[1] : Marie-Françoise Limon-Bonnet

Archives nationales d'outre-mer (Aix-en-Provence) :
- 2007–2014 : Martine Cornède (d)[ab]
- 2014–2019 : Benoît Van Reeth (d)[ac]
- 2019–2024 : Isabelle Dion (d)[ad]
- depuis 2025 : Romain Joulia (d) [ae]

Archives nationales du monde du travail (Roubaix) :
- 2007–2011 : Françoise Bosman (d)[af]
- 2012–2016 : Louis Le Roc'h Morgère (d)[ag]
- 2016–2020 : Anne Lebel (d)[2],[3]
- 2020–2023 : Corinne Porte (d)[4]
- depuis 2024 : Laure Franek (d)[ah]